# Utnäslöt

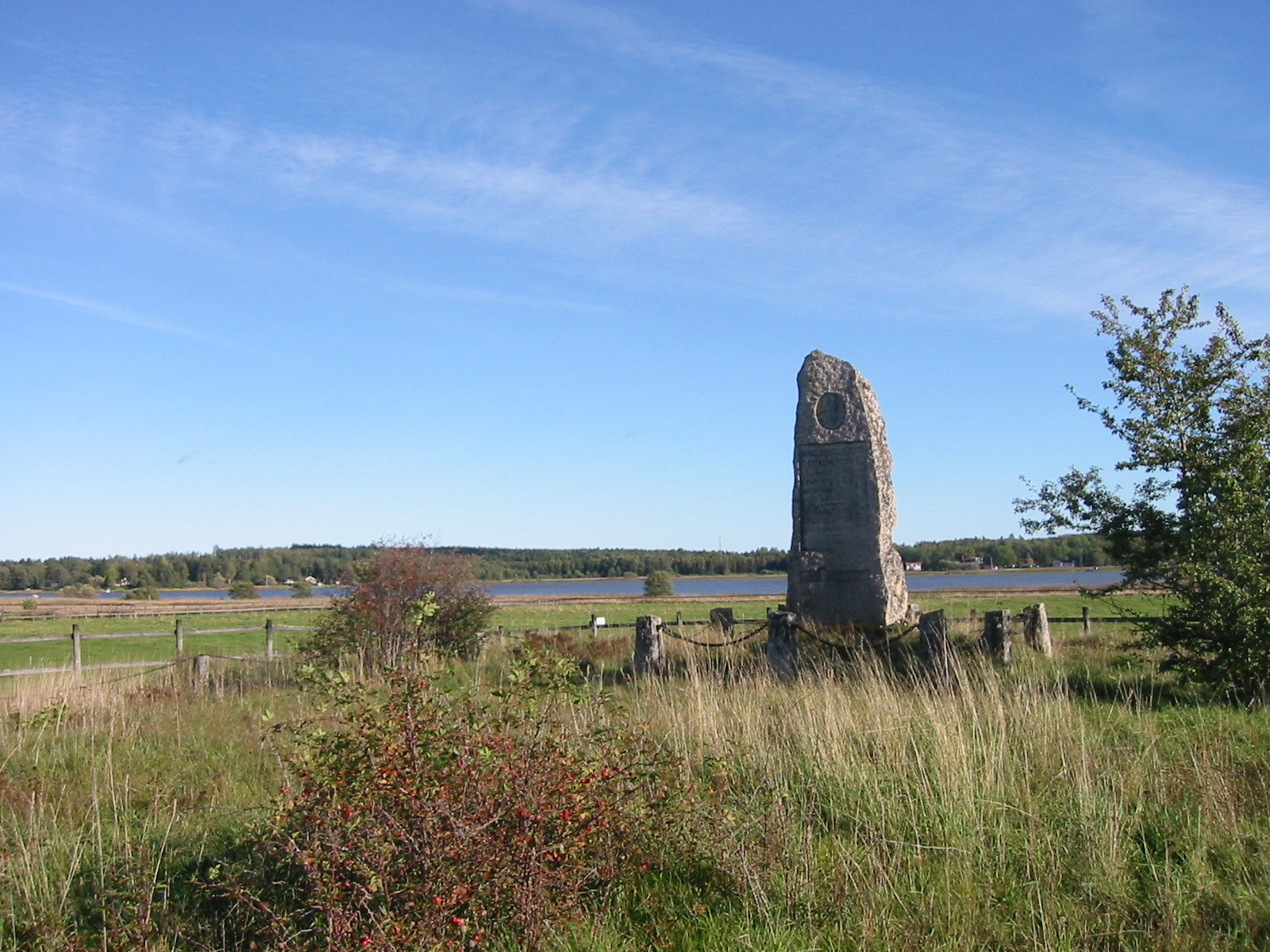
Minnesstenen vid övningsfältet.(Koordinater: 59,5303784, 16,2910978)

Utnäslöt är ett tidigare militärt övningsområde cirka 3 km nordost om Strömsholms slott utanför Västerås.
Utnäs Löt (löt = lutande grässlätt) inköptes 1780 av staten och blev anslagen till en "evärdlig mötesplats" och var övnings- och lägerplats för Livregementet till häst 1780–1791, Livregementsbrigaden 1792–1815 och för dess efterföljare Livregementets husarkår 1815–1836 och Livregementets grenadjärkår 1816–1893. Det fanns även en remontdepå vid Utnäslöt under åren 1885–1925 och 1941–1955.

## Galleri

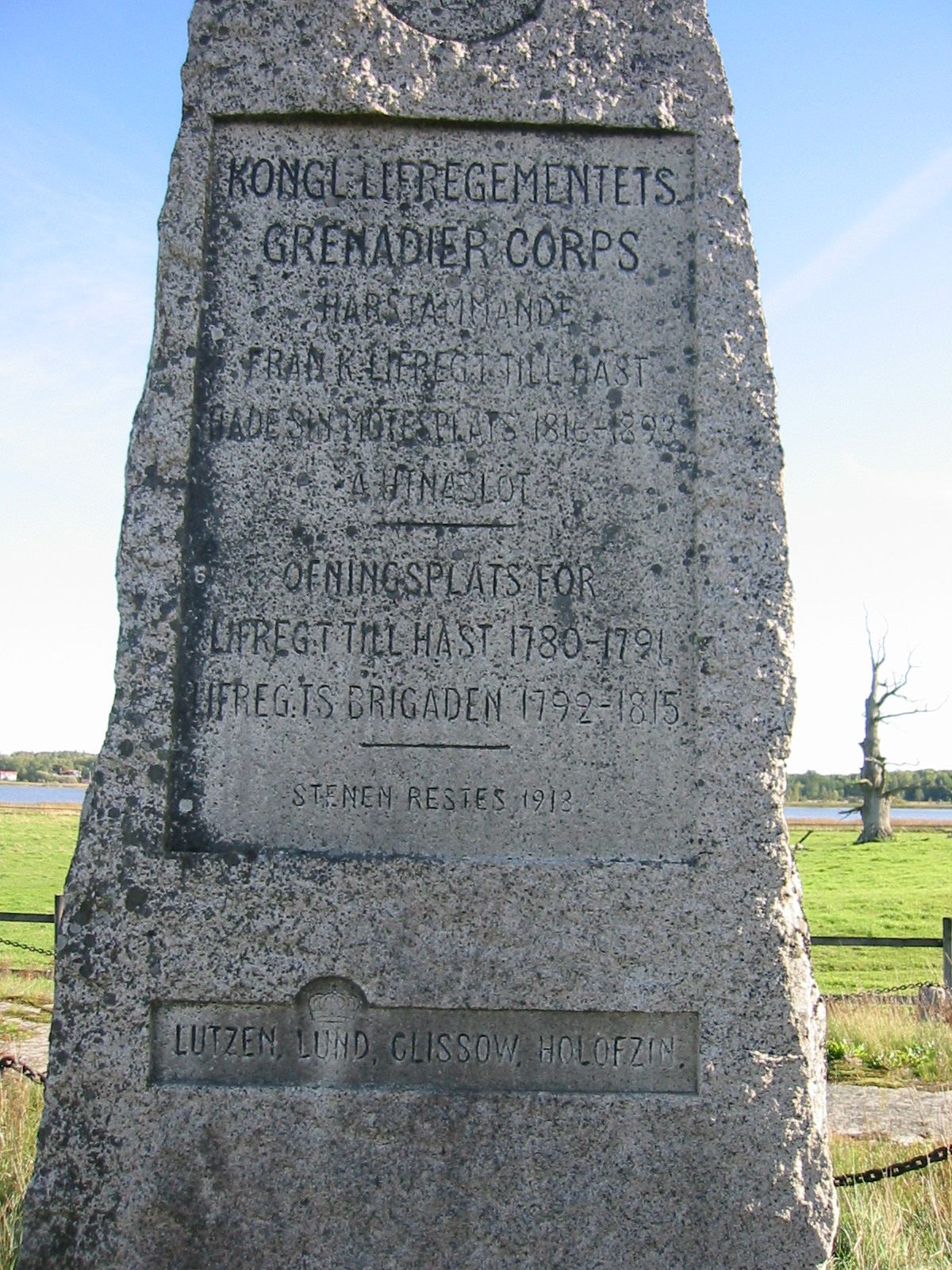
Texten på minnesstenen.
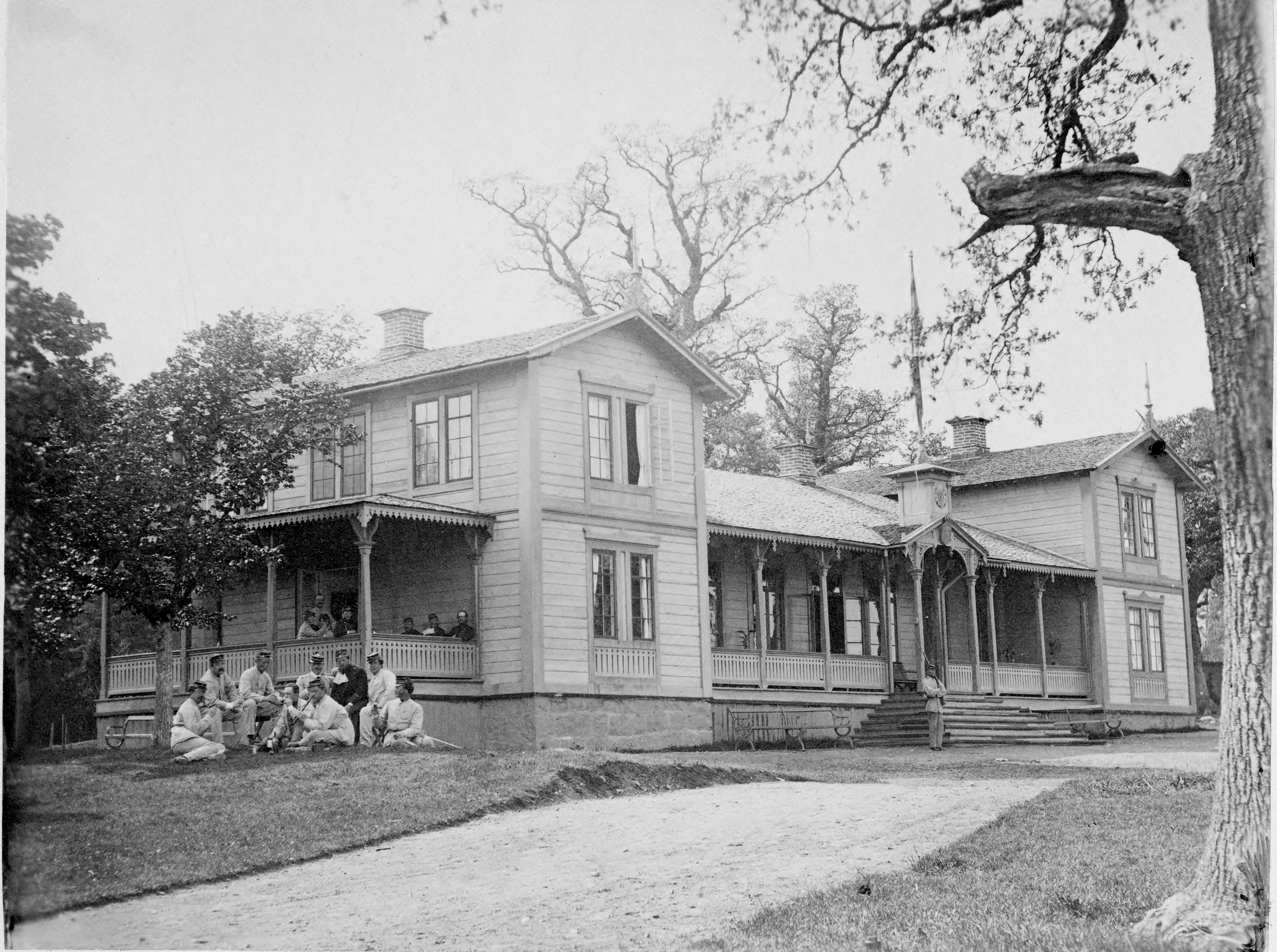
Officerare ur Livregementets grenadjärkår sitter utanför officerspaviljongen vid Utnäs Löt.